# Bob Cryer
Bob Cryer (n. 3 decembrie 1934 – d. 12 aprilie 1994) a fost un om politic britanic, membru al Parlamentului European în perioada 1984-1989 din partea Regatului Unit. 
1. 1 2 3 4  Hansard 1803–2005
2. ↑  Deputații în Parlamentul European